# 셔먼 헴슬리

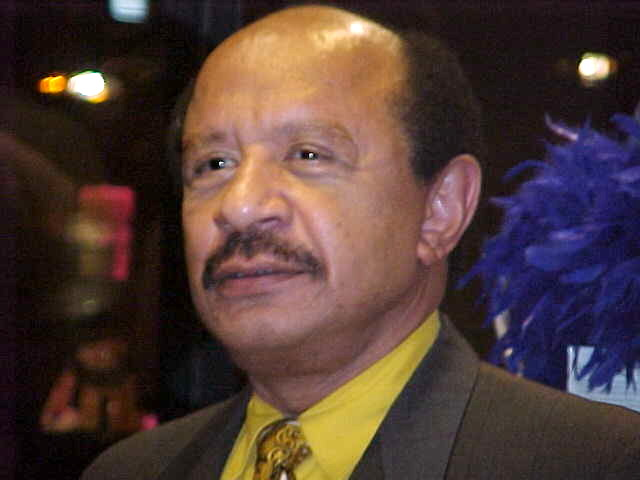

셔먼 헴슬리(Sherman Hemsley, 1938년 2월 1일 ~ 2012년 7월 24일)는 미국의 연극 배우, 텔레비전 배우, 영화배우이다.
필라델피아에서 태어났으며 엘패소에서 사망하였다. 사인은 폐암이다.

## 영화
- 아메리칸 파이 7 - 사랑의 금서 (2009년)
- 스크류드 (2000년)
- 마피아 (1998년)
- 꼬마 유령 캐스퍼 2 - 새로운 모험 (1997년)
- 미저리 브라더스 (1995년)
- 헐크 호간 (1993년)
- 다이너소어 (1991년)
- 여름날의 캠프 소동 (1990년) - 허버트 힘멜 역
- 고스트 하우스 (1987년)
- 스튜어디스 스쿨 (1986년)
- 사랑의 연병장 (1986년)
- 이상한 나라의 앨리스 (1985년)
- 드라큐라 도시로 가다 (1979년)
- 꿈꾸는 낙원 (1978년)
- 사랑의 유람선 (1977년)
- 올 인 더 패밀리 (1968년) - 조지 제퍼슨 역